# Cagayake!GIRLS
Cagayake!GIRLS (かがやけ ガールズ, Kagayake! Gāruzu, Garotas Brilhantes!) é o primeiro single da banda fictícia Ho-kago Tea Time (até então conhecida somente como Sakurakou K-ON Bu), da série de anime e mangá K-On!. Foi produzido pela Pony Canyon e lançado em 22 de abril de 2009. A música "Cagayake! Girls" é o tema de abertura da primeira temporada do anime K-ON!. Foi lançado no mesmo dia o single do encerramento Don't say "lazy" da primeira temporada do anime. O single com vocal principal da personagem Yui Hirasawa (Aki Toyosaki), possuiu ao todo 4 músicas. Sendo elas "Cagayake!GIRLS" e "Happy!? Sorry!!" acompanhadas de suas versões instrumentais. Foram lançadas duas versões do single, uma edição regular e outra limitada (O contéudo do CD não se modifica, apenas as capas internas e externas são diferentes). O single atingiu em sua primeira semana a quarta posição do rank da Oricon vendendo aproximadamente 61,600 mil cópias. O single localizou-se na 35° posição no TOP 100 Singles da Oricon em 2009 vendendo aproximadamente 150,458 mil cópias (O "TOP 100 Singles 2009" foi avaliado de 22 de dezembro de 2008 até 20 de dezembro de 2009). A duração aproximada do single é de 15 minutos e 15 segundos. Foi lançado no mesmo dia o single do encerramento Don't say "lazy" da primeira temporada do anime.

## Lista de Faixas

Capa da Edição Regular

| #  | Nome da Faixa                  | Duração |
| -- | ------------------------------ | ------- |
| 01 | Cagayake!GIRLS                 | 4:10    |
| 02 | Happy!? Sorry!!                | 3:48    |
| 03 | Cagayake!GIRLS (Instrumental)  | 4:11    |
| 04 | Happy!? Sorry!! (Instrumental) | 3:46    |

## Informações
Letra
Omori Sachiko
Música
Tom-H@ck
Arranjo Musical
Tom-H@ck
Gravadora
Pony Canyon